# Макрорегіон агломерації Сан-Паулу (мезорегіон)
Макрорегіон агломерації Сан-Паулу (порт. Mesorregião Macro Metropolitana Paulista) — адміністративно-статистичний мезорегіон в Бразилії, входить в штат Сан-Паулу. Населення становить 2 млн. 601 тисячу чоловік на 2006 рік. Займає площу 12 309,596 км². Густота населення — 211,3 чол./км².

## Склад мезорегіону
В мезорегіон входять наступні мікрорегіони:
1. Браганса-Пауліста
2. Жундіаї
3. П'єдаді
4. Сорокаба

| Бразилія | Це незавершена стаття з географії Бразилії. Ви можете допомогти проєкту, виправивши або дописавши її. |